# 페타르 보이치
페타르 보이치(세르보크로아트어: Дејан Дамјановић, 1991년 9월 4일)는 세르비아의 축구 선수이다.